# Seznam grških filozofov
Seznam grških filozofov od padca Konstantinopla (1453) do danes. 

## A
- Kostas Axelos (grš.-fr.)

## B
- Aristides Baltas

## C
- Cornelius Castoriadis
- Lambros Couloubaritsis (belgijec grš. rodu)

## D
- Nikiforos Diamandouros
- Ion Dragoumis

## F
- Rigas Feraios

## G
- Anthimos Gazis

## K
- Nikos Kazantzakis
- Panagiotis Kondylis
- Adamantios Korais

## N
- Neophytos Doukas

## P
- Michail Papageorgiou
- Athanasius Parios
- Nicos Poulantzas[1]

## R
- Plotino Rhodakanaty

## T
- Ioannis Theorakopoulos

## Y
- Christos Yannaras